# Veiklampi
Veiklampi är en sjö i Finland. Den ligger i kommunen Fredrikshamn i landskapet Kymmenedalen, i den södra delen av landet, 130 km öster om huvudstaden Helsingfors. Veiklampi ligger 36 meter över havet. I omgivningarna runt Veiklampi växer i huvudsak blandskog. Arean är 15,6 hektar och strandlinjen är 2,15 kilometer lång. Sjön  ingår i Vehkajokis huvudavrinningsområde. 